# Ignacio Gómez "El Gallito"
Ignacio Roman Gómez Mondragón El Gallito (Almoloya de Alquisiras, 31 de julio de 1904 - Tuxtepec, 10 de julio de 2001), fue un torero y poeta mexicano mejor conocido como El Gallito, fundador de la asociación de taurina de Puebla y de la escuela taurina de Puebla.
Recibe la alternativa el 5 de febrero de 1931 de manos de Luis Freg y como testigo Carmelo Pérez en la plaza de toros de la ciudad de Torreón, Coahuila. Con toros de la ganadería Golondrinas, iniciando una intensa carrera alternando con figuras del toreo como, Juan Silvetti el tigre de Guanajuato, Pepe Ortiz, Marcial Lalanda, entre otras figuras de la época. Su retiro ocurrió el 5 de mayo de 1946 acompañado en el cartel con Edmundo Maldonado El tato y Pepe Ortiz, cortando dos orejas y rabo al toro Charretero de la ganadería de Xajay.
Ya en retiro es cofundador de la escuela taurina de la ciudad de Puebla y el 20 de diciembre de 1963, encabezados por el matador de toros en el retiro Ignacio Gómez Mondragón Gallito y el novillero en el retiro Armando El Güero Zeleny Rodríguez quienes junto con los aficionados Cosme Camacho Lezama, Víctor Héctor Muñoz Alcántara, Alfonso Castro Flores, Héctor Fernández Huarte, entre otro funda la asociación taurina de Puebla A.C. motivo por el cual es nombrado hijo honorable y predilecto de la ciudad de Puebla, otorgándole la cédula real por el gobierno del Estado de Puebla. Entre otras de sus actividades se desempeñó como poeta y declamador. Muere a la edad de 97 años el 10 de julio de 2001 en la ciudad de Tuxtepec, Oaxaca.
- Datos: Q16578132